# 화자오

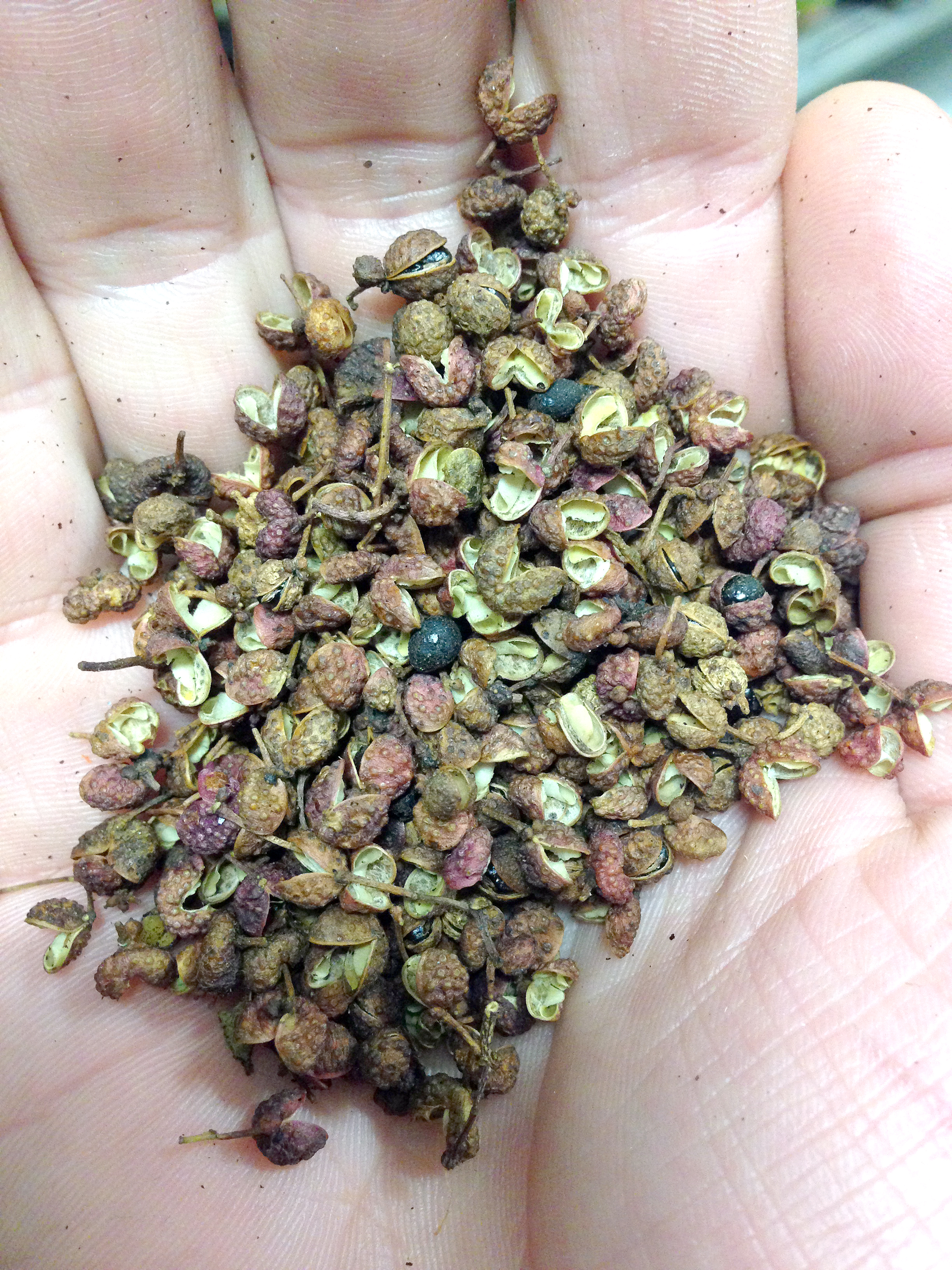
화자오

화자오(중국어: 花椒, 병음: huājiāo, 한자음: 화초)는 중국·티베트·네팔·인도 요리에 사용되는 향신료이다. 중국의 쓰촨 요리에서 얼얼한 매운 맛(마라)을 내며, 쓰촨 페퍼(영어: Sichuan pepper)라고도 불린다. 산자오(중국어: 山椒, 병음: shāniāo, 한자음: 산초)라고도 불리며, 초피나무속에 속하는 몇 가지 나무의 열매를 아우른다. 
- 중국왕초피(Z. simulans): 중국 동부와 타이완에서 많이 사용한다. 중국에서는 "들 화자오"라는 뜻의 "예화자오(野花椒)"나 "쓰촨 화자오"라는 뜻의 "촨자오(川椒)"로 부른다.
- Z. bungeanum: 중국 북부에서 많이 사용한다. 중국에서는 "화자오(花椒)"라 불린다.
- 산초(Z. schinifolium): 중국에서는 "향긋한 후추"라는 뜻인 "샹자오즈(香椒子)"나 "푸른 화자오"라는 뜻인 칭화자오(青花椒)로도 부른다. 한국에서는 "산초"라 부르며, 일본에서는 "개산초"라는 뜻인 이누잔쇼(犬山椒)라 부른다.

## 비슷한 향신료
화자오는 초피(Z. piperitum)와도 비슷한데, 초피는 한국에서 추어탕이나 매운탕과 같은 어탕에서 비린내를 없애기 위해 사용한다. 일본에서는 초피를 산쇼(山椒)라 부르기 때문에 헷갈리기 쉽다.

## 같이 보기
- 초, 페퍼
- 산초나무
- 초피나무